# ドキュメンタリー

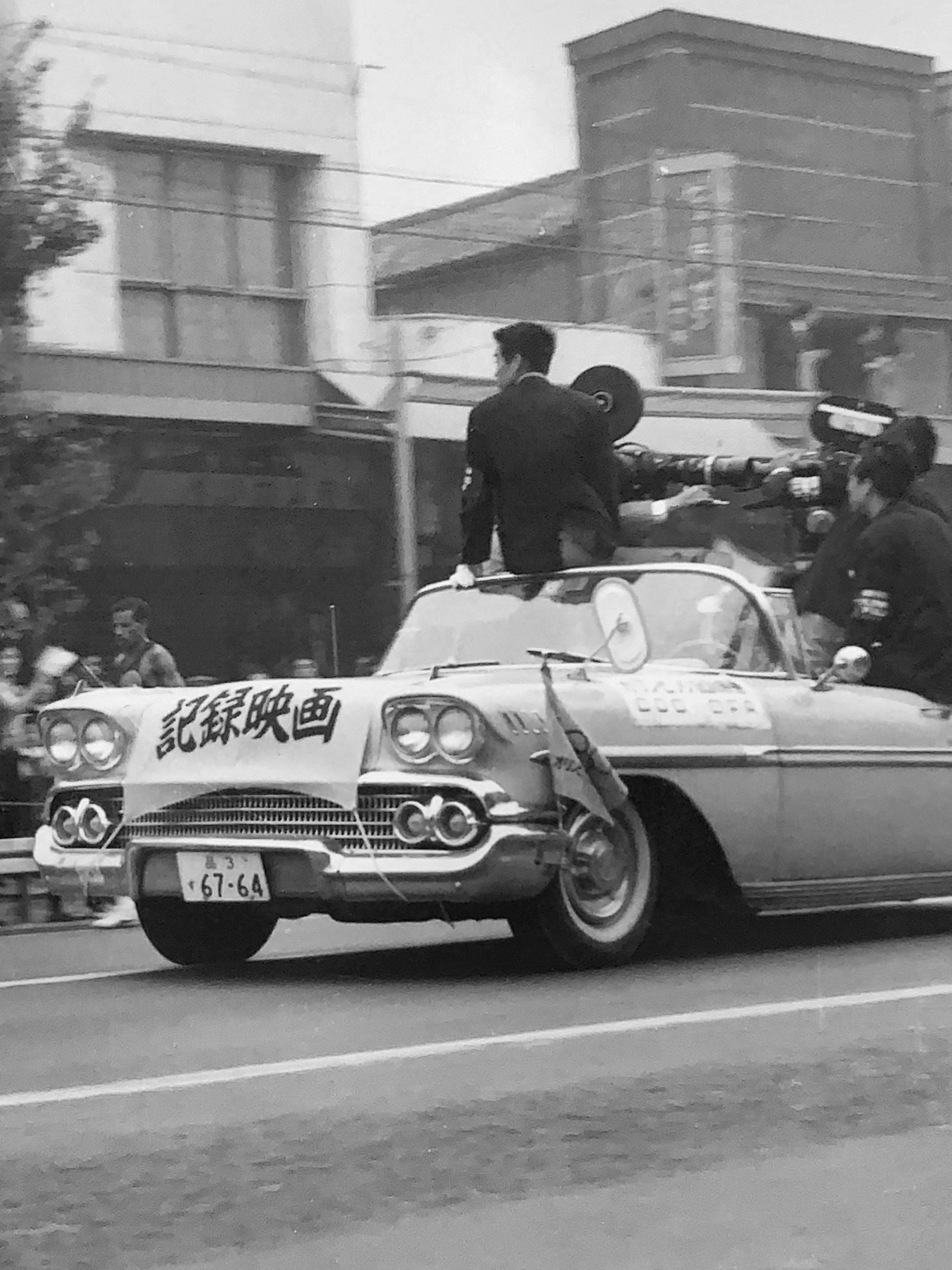
東京オリンピック（記録映画）の撮影車両（1964年）

ドキュメンタリー（英語: documentary）は、事実の特定の主題についてリポートする映画・テレビ番組・ラジオ番組。
特定の主題を設定して（選択的に）事実を記録した映画・テレビ番組・ラジオ番組である。
ドキュメンタリーという用語の誕生した経緯は、英語で「ドキュメント document」とは「情報や証拠を提供し、または公式記録として機能する文書、印刷物、または電子資料。」という意味であり、それの形容詞が「ドキュメンタリーdocumentary」であり、「ドキュメント的な」、「ドキュメントに準ずる」、という意であり、それが名詞化したものが、ドキュメンタリーという用語であり、もとはドキュメントに準ずるもの、という意である。
ドキュメントは歴史が非常に長く、文字が発明されて以降、もっぱら文字で記録されていたものなのだが、（19世紀末ころに）映像を記録する技術が開発された後には、その技術を使って、従来は文字だけで行われていたドキュメント作成を映像でも行うようになり、それをドキュメンタリーと呼ぶようになった。
映画に関しては「記録映像」「記録映画」とも言われる。テレビ番組の場合は「ドキュメンタリー番組」「ドキュメンタリー」「記録映像」などと呼ばれる。ドキュメンタリーには、録音してラジオで放送するもの、たとえば街頭録音やナレーション録音などで構成したラジオ番組もあり、それは「ラジオドキュメンタリー」と呼ばれている。
媒体ごと、作品ごとに、さまざまな手法がある。
なお、一般的にドキュメンタリーは「 "制作者の意図や主観を含まぬ"事実の描写」と認識され、他方で「劇映画 (Drama film) やドラマは創作・フィクションである」と認識されているが、制作者の意図が入り込む、一種の嘘をつくことがある、という点では差が無いと森達也など実務者らからは指摘されている。

## ドキュメンタリーの歴史

### 黎明期
ドキュメンタリーの歴史は映画と共にはじまった。リュミエール兄弟による歴史上最初の映画『工場の出口』（1895年）は、その名の通り工場の出口にカメラを設置して、従業員らが出てくる様子をワンショットで撮影しただけのものである。続く『ラ・シオタ駅への列車の到着』（1896年）では観客はスクリーンの映像を現実のものと見間違えて大騒ぎしたという。これらは上記の定義においてはドキュメンタリーである。リュミエールらが撮影したその他の映像（家族で会食している場面など）も一種の記録映画と言える。
初期の映画においては世界各地の風景が盛んに撮影され、大衆に向けて興業された。これも紀行ドキュメンタリーのさきがけともいえる。
初期の映画におけるフィクション／ノンフィクションの境界は曖昧であり、のちに生まれる様々なジャンルへは未分化に状態にあった。この段階ではただ映像が映っていること、物珍しいものが映っていることに観客の関心が始終した（この流れの中で、演劇を固定カメラによって撮影した映像から劇映画が生まれることになる）。

### パイオニアたちの時代
やがて映画の可能性が明確になるなかで、記録媒体という要素を重視しながら自らの問題意識を作品に投影する意志を持った制作者が現れてきた。ドキュメンタリーの父と言われたロバート・フラハティ（アメリカ、1884年 - 1951年）やヨリス・イヴェンス（オランダ、1899年 - 1989年）、ジガ・ヴェルトフ（ソビエト、1896年 - 1954年）などである。
フラハティは代表作である『極北の怪異 (Nanook of the North) 』（1922年）を、イヌイットナヌーク一家と一年間共に生活しながら制作した。イヴェンスは当初『橋』（1928年）や『雨』（1929年）によってアヴァンギャルド映画作家としての評価を得たが、これらの映像制作はその後の一貫した記録映画作家としての活動の序章となった。ヴェルトフは代表作『カメラを持った男』 (en:Человек с киноаппаратом) の制作などを通して、現実の徹底的な記録を至上とする記録映画主義「映画眼」を提唱し、後の記録映画作家達に影響を与え続けている。
こうした1920年代の成果をもとに1930年代に至って、イギリスの記録映画作家ポール・ローサ (Paul Rotha) 、ジョン・グリアスン (John Grierson) らが提唱した「英国ドキュメンタリー映画運動」など、映画のもつ教育効果、宣伝効果を利用して社会を変革する意図をもった映画制作が隆盛した。現代の「ドキュメンタリー」という用語はこの運動が発祥とされる。

### 二つの世界大戦とドキュメンタリー
こうしたドキュメンタリーの技法や技術が確立されるにともなって、映画の大衆宣伝能力が注目され、国家的なプロパガンダを目的とした作品も多くあらわれた。特に第一次世界大戦以降、総力戦を遂行可能にする施策の一つとしてプロパガンダ映画の製作が重視された。
たとえば、レニ・リーフェンシュタール（ドイツ、1902 - 2003）の作品『意志の勝利』（1935年）はナチスの党大会を記録した映像であるが、当時としては究めて洗練された映像作品として仕上げられており、その美的印象によって大衆をナチズムに誘導したとされる。そのため未だにドイツでは上映が禁止されている。
ナチス・ドイツは自らの活動について詳細に映像記録を残したが、このなかにはユダヤ人強制収容所の映像なども含まれていた。こうしたナチスの記録・宣伝用として撮られた記録映像を素材として使用し、反対にその犯罪性を告発した記録映画の代表作がアラン・レネ（フランス、1922-2014）の『夜と霧』である。

### 人類学映画
1930年代から、映画カメラは文化人類学のフィールドワークにも活用されるようになった。こうした映像を活用した人類学は特に映像人類学 (Visual anthropology) と呼ばれ、撮影された映像を人類学映画と呼ぶ。ここでは映像は記録者の主観的な解釈に影響される事のない絶対的な客観性をもった記録手段として捉えられている。
人類学映画は純粋に学術的記録であり、今日的な意味でのドキュメンタリーとは一線を画するが、ドキュメンタリー映画作家たちに一定の影響を与えてきたと言われる。

### 現代のドキュメンタリー
第二次世界大戦後、ドキュメンタリーは、産業映画・教育映画と呼ばれる分野から、新植民地主義、資本主義への異議を唱えるものまで多様化し、さらにテレビジョンの登場・普及によってテレビ・ドキュメンタリーという放送を前提とした作品分野が登場した。
その中で、古典的スタイルのドキュメンタリー制作は深刻な社会的問題に連動して盛んに制作された。たとえばベトナム戦争の時代にはヨリス・イヴェンスは米軍の北爆に曝されるハノイに入り、市民の日常を撮影し て『ベトナムから遠く離れて』（1967年）や『北緯17度』（17e parallèle: La guerre du peuple 1968年）を制作した。なかでも『ベトナムから遠く離れて』はクリス・マルケルやジャン＝リュック・ゴダールなどフランスの気鋭の映画作家たちとの共作となった。
日本人では、牛山純一がテレビドキュメンタリーとして『南ベトナム海兵大隊戦記』を制作した。日本においてはほかに『絵を描く子供たち』を制作した羽仁進、水俣病を追及し続けた土本典昭や三里塚闘争を描いた小川紳介、『ゆきゆきて、神軍』の原一男などが活躍した。
さらに8ミリ映画、16ミリ (16 mm film) 映画、ビデオカメラなど廉価に扱える機材が普及したことで、極めて私的な世界を扱った個人映画も勃興した。たとえばジョナス・メカス (Jonas Mekas) の『リトアニアへの旅の追憶』（Reminiscences of a Journey to Lithuania 1972年）はアメリカに暮らす作者自身が生まれ故郷であるリトアニアを訪ねる様子を自らの撮影で構成した。一見ホームビデオ的な作品であるが、世界中で個人映画の記念碑的作品として支持された。
一方で、観客の劣情に訴える娯楽としてのドキュメンタリー映画もテレビ・ドキュメンタリーの普及以前には流行した。これらは世界各地の大都市の夜の風俗、退廃的・奇怪なイベント、欧米以外のアジア（日本も含む）やアフリカの民族の「野蛮な」風習を切り取ったものである。特にグァルティエロ・ヤコペッティの『世界残酷物語』（1962年）は海外旅行の珍しい時代に世界の奇習を紹介して大ヒットを記録し、以後1980年代前半に衰退するまでこの手のドキュメンタリーは数多く制作された（これらの映画はモンド映画と呼ばれている）。
これらのモンド映画は当初から多くのやらせを含んでいたほか、ヨーロッパの側から劣った東洋やアフリカを見るというオリエンタリズム的な視線があったことが批判されている。モンド映画ブームの後半にはやらせの手の内を見せる半ばフィクション的なものが登場したほか、観客もやらせの存在を暗黙の了解として楽しむようになり、やがてテレビによるショッキングな特集番組などに吸収されて消えていった。
また、ドキュメンタリーの制作技法がステレオタイプ化し、手持ちカメラなどドキュメンタリーに特有の技法を逆手に取って臨場感・本物感のあるフィクション（ドラマ）が制作されるようなケースが1970年代以降現れ、こうした手法はすでにハリウッドなどでも一般化している。さらに日本においては1980年代頃から伝統的な取材・構成形式の他に、ドラマとともに構成された「ドキュメンタリードラマ」 (Docudrama) （アメリカでは1970年代に確立された形式である）、クイズやスタジオでのトークショーなどを織り交ぜた「ドキュメントバラエティー」などが登場し、それぞれ一般化している。
1990年代以降、テレビ放送では「リアリティーショー」と呼ばれる、一定の極端な設定のもとでの、台本なし（という建前）の、視聴者から募った素人出演者など登場人物の言行を固定カメラで観察するというスタイルが世界的に流行した。この技法は真実らしく表現するという意味では、その監視カメラ的な映像故に斬新であったが、演出された（または虚構の）撮影対象を表現手法よって真実らしく見せてしまう実例が目立つ。
リアリティー番組や実話再現番組、警官密着番組（日本の警察24時、アメリカでは全米警察24時 コップス）などの隆盛により、人々が台本のあるドラマよりも真実やドキュメンタリーらしく見えるものを好みつつある傾向が明らかになってきた。また、2001年のアメリカ同時多発テロ事件の影響でドラマは打撃を受け、一方で監督本人や素人が社会問題などに突撃するリアリティー番組に似たスタイルのドキュメンタリー映画が良い興行成績を出すようになった。『華氏911』や『スーパーサイズ・ミー』などはその例である。

## ドキュメンタリーと報道の違い
社会問題を取り上げるという点においてはドキュメンタリーも報道も同じだが、森達也は、ドキュメンタリーは制作者の主観や世界観を表出することが最優先順位にあるのに対して報道は可能な限り客観性や中立性を常に意識に置かなければならないという違いがあると述べている。
また森は、中国人が作ったドキュメンタリー映画『靖国 YASUKUNI』を文化庁が助成したことを自民党一部議員が疑問視した結果として複数の映画館で上映が中止になった事案の発生に際し、ドキュメンタリーの本質について以下のように述べた。

## サブジャンル
ドキュメンタリーにはいくつかの小ジャンルが存在する。（リアリティ番組#「構成のない」ドキュメンタリーも参照のこと）
- ダイレクトシネマ（英語版）（direct cinema）- ナレーションやインタビュー、BGMを排除したドキュメンタリー。日本では想田和弘が観察映画と称して制作している。
- セルフドキュメンタリー（Self documentary/Participatory documentary）- 作者が自らや家族などの周辺人物を撮影対象としたドキュメンタリー。参加型ドキュメンタリーとも。
- フェイクドキュメンタリー （Mockumentary）- モキュメンタリ―とも。ドキュメンタリー調に制作されたフィクション。
- リアリティーショー（Reality television） - 現実に起こっている劇的な状況に一般人出演者たち（無名の芸能人なども含む）が直面するさまを映し出したドキュメンタリー。主にテレビ番組で放送される。恋愛リアリティーショーや調査・捜索番組などが主な例である。
- インタビュードキュメンタリー（Interview documentary） - インタビューを基調として構成されたドキュメンタリー。TBSの「日の丸」（1967年2月9日）など。
- エッセイスティックドキュメンタリー（Essayistic documentary） - 作者によるエッセイのようなナレーションによって進行するドキュメンタリー。エッセイ映画。
- リフレクシブドキュメンタリー（Reflexive documentary） - ドキュメンタリーの信憑性を懐疑し、作品の構成に注意を向けさせるドキュメンタリー。
- ハイブリッドドキュメンタリー（Hybrid documentary） - 何を理解するべきか明確ではない、作者と視聴者の間に対話が生まれるドキュメンタリー。
- パフォーマンスドキュメンタリー（Performative documentary） - コンサートや演劇を記録したドキュメンタリー。
- アニメーションドキュメンタリー（Animation documentary） - アニメーションによって構成されたドキュメンタリー。
- 教育ドキュメンタリー（Educational films） - 教育目的に制作されたドキュメンタリー。

## 日本以外の代表的ドキュメンタリー
- 極北の怪異 （極北のナヌーク）（1922年、イギリス） ロバート・フラハティ
- カメラを持った男 （1929年、ソ連） ジガ・ヴェルトフ
- 糧なき土地（英語版）（1932年、スペイン） ルイス・ブニュエル
- アラン （1934年、イギリス） ロバート・フラハティ
- 意志の勝利 （1935年、ドイツ） レニ・リーフェンシュタール
- オリンピア（第1部：『民族の祭典』Fest der Völker ／第2部：『美の祭典』Fest der Schönheit） （1938年、ドイツ） レニ・リーフェンシュタール
- Why We Fight （なぜ我々は戦うのか） （1942～45年、アメリカ）フランク・キャプラ
- ヴァン・ゴッホ （1949年、フランス） アラン・レネ
- 砂漠は生きている （1953年、アメリカ） ジェームズ・アルガー、ウォルト・ディズニー
- 夜と霧 （1955年、フランス） アラン・レネ
- 沈黙の世界（1956年、フランス） ジャック＝イヴ・クストー、ルイ・マル
- 世界残酷物語 （1962年、イタリア） グァルティエロ・ヤコペッティ
- ベトナムから遠く離れて （1967年、フランス） クリス・マルケル、ジャン＝リュック・ゴダール、アラン・レネ、ウィリアム・クライン、ヨリス・イヴェンス、アニエス・ヴァルダ、クロード・ルルーシュ
- チチカット・フォーリーズ （1967年、アメリカ） フレデリック・ワイズマン
- ウッドストック/愛と平和と音楽の三日間 （1970年、アメリカ） マイケル・ウォドレー（英語版）
- リトアニアへの旅の追憶 （1972年、アメリカ） ジョナス・メカス
- ハーツ・アンド・マインズ ベトナム戦争の真実 （1974年、アメリカ） ピーター・デイビス
- アトミック・カフェ （1982年、アメリカ） ケビン・ラファティ他
- サン・ソレイユ （1982年、フランス） クリス・マルケル
- コヤニスカッツィ （1982年、アメリカ） ゴッドフリー・レッジョ（英語版）
- 残酷を超えた驚愕ドキュメント・カランバ （1983年、イタリア） アントニオ・クリマーティ、マリオ・モッラ
- ハーヴェイ・ミルク （1984年、アメリカ） ロバート・エプスタイン
- 東京画 （1985年、ドイツ） ヴィム・ヴェンダース
- SHOAH ショア （1985年、フランス） クロード・ランズマン
- 戒厳令下チリ潜入記 （1986年、スペイン） ミゲル・リティン
- ルート1 （1989年、フランス） ロバート・クレーマー
- パリ・ルーヴル美術館の秘密（1990年、フランス）ニコラ・フィリベール
- レニ （1993年、ドイツ・ベルギー） レイ・ミュラー
- フープ・ドリームス（英語版）（1994年、アメリカ） スティーヴ・ジェームズ（英語版）
- ナヌムの家 （1995年、韓国） ビョン・ヨンジュ
- ブエナ・ビスタ・ソシアル・クラブ（1999年、ドイツ・アメリカ・フランス・キューバ） ヴィム・ヴェンダース
- WATARIDORI （2001年、フランス） ジャック・ペラン
- ボウリング・フォー・コロンバイン （2002年、アメリカ） マイケル・ムーア
- フォッグ・オブ・ウォー マクナマラ元米国防長官の告白 （2003年、アメリカ） エロール・モリス
- 華氏911 （2004年、アメリカ） マイケル・ムーア
- スーパーサイズ・ミー （2004年、アメリカ） モーガン・スパーロック
- 皇帝ペンギン（2005年、フランス） リュック・ジャケ
- 不都合な真実 （2007年、アメリカ） デイビス・グッゲンハイム
- シッコ （2007年、アメリカ） マイケル・ムーア
- 靖国（2007年、中国）李纓
- キャピタリズム〜マネーは踊る〜（2009年、アメリカ）マイケル・ムーア
- ザ・コーヴ（2009年、アメリカ）ルイ・シホヨス
- マイケル・ジャクソン THIS IS IT（2009年、アメリカ）マイケル・ジャクソン、ケニー・オルテガ
- ドアーズ/まぼろしの世界（2009年、アメリカ）トム・ディチロ
- アクト・オブ・キリング（2012年、デンマーク・ノルウェー・イギリス）ジョシュア・オッペンハイマー
- シネマパラダイス★ピョンヤン（2014年、シンガポール）ジェームス・ロン、リン・リー
- シチズンフォー スノーデンの暴露（2014年、アメリカ・ドイツ）ローラ・ポイトラス
- イカロス（2017年、アメリカ）ブライアン・フォーゲル
- 共犯者たち（2017年、韓国）崔承浩
- コレクティブ 国家の嘘（2019年、ルーマニア）アレクサンダー・ナナウ（英語版）
- 主戦場（2019年、アメリカ）ミキ・デザキ
- ガザ 素顔の日常（2019年、アイルランド・カナダ・ドイツ）ガリー・キーン、アンドリュー・マコーネル
- 理大囲城（2020年、香港）香港ドキュメンタリー映画工作者
- ボストン市庁舎（2020年、アメリカ）フレデリック・ワイズマン
- ブラック・ボックス・ダイアリーズ（2024年、イギリス、アメリカ、日本）伊藤詩織

## 日本の代表的ドキュメンタリー作品
映画
- 1899年 『紅葉狩』 柴田常吉
- 1923年 『日本アルプス雪中登山』 伊藤孝一（1992年に『雪の立山、針ノ木越え』として再編集されている）
- 1938年 『上海』 亀井文夫
- 1938年 『南京』 秋元憲
- 1938年 『戦ふ兵隊』 亀井文夫
- 1942年 『空の神兵』 渡辺義実
- 1946年 『日本の悲劇』 亀井文夫
- 1950年 『寺子屋』 マキノ雅弘
- 1956年 『絵を描く子供たち』 羽仁進
- 1965年 『東京オリンピック』 市川崑
- 1968年 『日本解放戦線・三里塚の夏』 小川紳介
- 1969年 『にっぽん'69 セックス猟奇地帯』 中島貞夫
- 1969年 『ベトナム』 山本薩夫
- 1970年 『水俣 患者さんとその世界』 土本典昭
- 1972年 『さようならCP』 原一男
- 1973年 『三里塚辺田部落』 小川紳介
- 1974年 『燃える男 長島茂雄 栄光の背番号3』 西村健治
- 1974年 『極私的エロス恋歌1974』 原一男
- 1975年 『不知火海』 土本典昭
- 1975年 『ある映画監督の生涯 溝口健二の記録』 新藤兼人
- 1976年 『ゴッド・スピード・ユー! BLACK EMPEROR』 柳町光男
- 1977年 『ねむの木の詩がきこえる』 宮城まり子
- 1977年 『トンニャット・ベトナム』 山本薩夫
- 1981年 『典子は、今[注 3]』 松山善三
- 1982年 『ニッポン国古屋敷村』 小川紳介
- 1983年 『東京裁判』 小林正樹
- 1986年 『1000年刻みの日時計 牧野村物語』 小川紳介
- 1986年 『痴呆性老人の世界』 羽田澄子
- 1987年 『ゆきゆきて、神軍』 原一男
- 1987年 『柳川堀割物語』 高畑勲
- 1989年 『戦場の女たち』 関口典子
- 1991年 『しかし…?福祉切り捨ての時代に?』 是枝裕和
- 1992年 『阿賀に生きる』 佐藤真
- 1992年 『につつまれて』 河瀬直美
- 1994年 『かたつもり』 河瀬直美
- 1994年 『全身小説家』 原一男
- 1995年 『旅するパオジャンフー』 柳町光男
- 1995年 『奈緒ちゃん』 伊勢真一
- 1996年 『SAWADA 青森からベトナムへ ピュリッツァー賞カメラマン沢田教一の生と死』 五十嵐匠
- 1997年 『A』 森達也
- 1997年 『ナージャの村』 本橋成一
- 1999年 『あんにょんキムチ』 松江哲明
- 1999年 『新しい神様』 土屋豊
- 1999年 『日独裁判官物語』 片桐直樹
- 2001年 『with…若き女性美術作家の生涯』 榛葉健
- 2001年 『日本鬼子』 松井稔
- 2002年 『アレクセイと泉』 本橋成一
- 2003年 『クラッシュ』 奥山和由
- 2003年 『ハルモニ』 呉美保
- 2004年 『タイマグラばあちゃん』 澄川嘉彦
- 2004年 『ヒバクシャ HIBAKUSHA 世界の終わりに』 鎌仲ひとみ
- 2004年 『レフト・アローン』 井土紀州
- 2005年 『Little Birds －イラク 戦火の家族たち－』 綿井健陽
- 2005年 『チーズとうじ虫』 加藤治代
- 2006年 『ディア・ピョンヤン』 梁英姫
- 2006年 『蟻の兵隊』 池谷薫
- 2006年 『ナミイと唄えば』 本橋成一
- 2007年 『ひめゆり』 柴田昌平
- 2007年 『選挙』 想田和弘
- 2007年 『ガイサンシーとその姉妹たち』 班忠義
- 2009年 『南京 引き裂かれた記憶』 武田倫和
- 2009年 『犬と猫と人間と』 飯田基晴
- 2009年 『バオバブの記憶』 本橋成一
- 2009年 『沈黙を破る』 土井敏邦
- 2010年 『PEACE』 想田和弘
- 2010年 『うまれる』 豪田トモ
- 2011年 『ショージとタカオ』 井手洋子
- 2011年 『エンディングノート』 砂田麻美
- 2011年 『監督失格』 平野勝之
- 2012年 『DOCUMENTARY of AKB48 Show must go on 少女たちは傷つきながら、夢を見る』 高橋栄樹
- 2012年 『“私”を生きる』 土井敏邦
- 2012年 『日本列島 いきものたちの物語』 出田恵三
- 2012年 『51 世界で一番小さく生まれたパンダ』 塩浜雅之
- 2012年 『フタバから遠く離れて Nuclear Nation』 舩橋淳
- 2013年 『DOCUMENTARY of AKB48 NO FLOWER WITHOUT RAIN 少女たちは涙の後に何を見る?』 高橋栄樹
- 2013年 『立候補』 藤岡利充
- 2014年 『ずっと、いっしょ。』 豪田トモ
- 2015年 『ビハインド・ザ・コーヴ 〜捕鯨問題の謎に迫る〜』 八木景子
- 2015年 『ヤクザと憲法』 土方宏史（東海テレビ）
- 2015年 『アラヤシキの住人たち』 本橋成一
- 2016年 『映画 日本刀〜刀剣の世界〜』 大山達夫
- 2016年 『FAKE』 森達也
- 2018年 『蹴る』 中村和彦
- 2019年 『i-新聞記者ドキュメント-』 森達也
- 2020年 『さよならテレビ』 土方宏史（東海テレビ）
- 2020年 『僕たちの嘘と真実 Documentary of 欅坂46』 高橋栄樹
- 2020年 『はりぼて』 五百旗頭幸男、砂沢智史
- 2020年 『なぜ君は総理大臣になれないのか』 大島新
- 2020年 『三島由紀夫vs東大全共闘〜50年目の真実〜』 豊島圭介
- 2021年 『パンケーキを毒見する』 内山雄人
- 2022年 『今日の萩焼』 清古尊
- 2022年 『雲旅』 下本地崇
- 2022年 『教育と愛国』 斉加尚代
- 2023年 『妖怪の孫』 内山雄人
- 2024年 『どうすればよかったか?』 藤野知明
- 2024年 『空白ライブ』 下本地崇

テレビ
- 1957年 『日本の素顔』（NHK、〜1964年）
- 1959年 『兼高かおる世界の旅』（TBS、〜1990年） 兼高かおる
- 1962年 『老人と鷹』 牛山純一
- 1962年 『現代の記録』（NHK、〜1964年）
- 1963年 『忘れられた皇軍』 大島渚
- 1963年 『野生の王国』（毎日放送、～1990年）
- 1963年 『新日本紀行』（NHK、〜1982年）
- 1963年 『明るい農村』（NHK、〜1985年）
- 1965年 『南ベトナム海兵大隊戦記』 牛山純一
- 1966年 『すばらしい世界旅行』（日本テレビ、〜1990年） 牛山純一
- 1970年 『遠くへ行きたい』（読売テレビ） 堀口良則ほか
- 1970年 『NNNドキュメント』（日本テレビ）
- 1975年 『知られざる世界』（日本テレビ、〜1986年） 牛山純一
- 1976年 『NHK特集／NHKスペシャル』（NHK）
- 1980年 『音楽の旅はるか』（TBS、〜1984年） 團伊玖磨
- 1980年 『ムツゴロウとゆかいな仲間たち』（フジテレビ、～2001年）
- 1982年 『そこが知りたい』（TBS、～1997年）
- 1985年 『NTTアワー TIME21』（日本テレビ、～1991年）
- 1985年 『ETV8／ETV特集』（NHK教育テレビ／Eテレ）
- 1988年 『追跡』（日本テレビ、～1994年）
- 1989年 『NONFIX』（フジテレビ、不定期放送）
- 1991年 『スーパーテレビ情報最前線』（日本テレビ、～2005年）
- 1992年 『テレメンタリー』（テレビ朝日）
- 1992年 『ドキュメンタリー人間劇場』（テレビ東京、～2000年）
- 1994年 『みんな生きている』（NHK教育テレビ、〜2009年）
- 1995年 『世界ウルルン滞在記』（毎日放送、～2007年）
- 1995年 『ザ・ノンフィクション』（フジテレビ）
- 1998年 『情熱大陸』（毎日放送）
- 2000年 『プロジェクトX 挑戦者たち』（NHK、～2005年）
- 2000年 『にんげんドキュメント』（NHK、～2007年）
- 2002年 『日経スペシャル ガイアの夜明け』（テレビ東京）
- 2005年 『ソロモン流』（テレビ東京、～2014年）
- 2006年 『プロフェッショナル仕事の流儀』（NHK）
- 2006年 『日経スペシャル カンブリア宮殿』（テレビ東京）
- 2007年 『ルソンの壺』（NHK）
- 2009年 『明日への扉』（ディスカバリーチャンネル）
- 2011年 『新日本風土記』（NHK BSプレミアム）
- 2012年 『明日へ』（NHK）
- 2013年 『ドキュメント72時間』（NHK）
- 2014年 『水曜日のダウンタウン[注 4]』（TBS）
- 2017年 『目撃!にっぽん』（NHK）
- 2018年 『のぞき見ドキュメント 100カメ』（NHK）
- 2020年 『天空のヒマラヤ部族 決死の密着取材150日間』（テレビ朝日）友寄隆英
- 2021年 『ドキュメンタリー「解放区」』（TBS）
- 2024年 『新プロジェクトX〜挑戦者たち〜』（NHK）

インターネット番組
- 2020年から連続公開中 『街録ch〜あなたの人生、教えて下さい〜』（YouTube）
- 2020年『ザ・エレクトリカルパレーズ』（YouTube）奥田泰

## ドキュメンタリーも対象とする映画祭・映像祭、賞
（テレビ・ドキュメンタリーも含む）

### 日本以外
- アカデミー賞（アメリカ）

毎年長編ドキュメンタリー賞と短編ドキュメンタリー賞が授与されている。
- アムステルダム国際ドキュメンタリー映画祭（International Documentary Film Festival Amsterdam、オランダ）
- アジアテレビ賞（Asian Television Awards、シンガポール）
- オーバーハウゼン国際短篇映画祭（International Short Film Festival Oberhausen、ドイツ）
- ミュンヘン国際ドキュメンタリー映画祭（Munich International Documentary Film Festival、ドイツ）
- クレテイユ国際女性映画祭（Creteil International Women's Film Festival、フランス）
- シェフィールド国際ドキュメンタリー映画祭（Sheffield International Documentary Festival、英国）
- ワイルドスクリーン（Wildscreen、英国）
- テサロニキ・ドキュメンタリー映画祭（テサロニキ・ドキュメンタリー映画祭、ギリシャ）
- アテネ国際映画祭（Athens International Film Festival、ギリシャ）
- トロイア国際映画祭（Troia International Film Festival、ポルトガル）
- ビルバオ国際映画祭（Bilbao International Festival of Documentary and Short Films、スペイン）
- キエフ国際映画祭（Molodist Kyiv International Film Festival、ウクライナ）
- クラクフ国際映画祭（Cracow Short Film Festival、ポーランド）
- アンカラ国際映画祭（Ankara International Film Festival、トルコ）
- テルアビブ国際ドキュメンタリー映画祭（Tel Aviv International Documentary Film Festival、イスラエル）
- ニューヨーク国際ドキュメンタリー映画祭（The New York International Documentary Festival、アメリカ）
- ワールドフェスト・ヒューストン国際映画祭（WorldFest Houston International Film Festival、アメリカ）
- ホットスプリングス・ドキュメンタリー映画祭（Hot Spring Documentary Film Festival、アメリカ）
- サンタフェ映画祭（Santa Fe Film Festival、アメリカ）
- シネマ ドゥ リール (Cinéma du réel、フランス)
- DCインディペンデント映画祭（DC Independent Film Festival、アメリカ）
- 新ラテンアメリカ国際映画祭（Festival Internacional del Nuevo Cine Latinoamericano、キューバ）
- 南アフリカ国際ドキュメンタリー映画祭（South African International Documentary Festival、南アフリカ共和国）
- 北京国際科学映像祭（中国）
- 台湾国際ドキュメンタリー映画祭（Taiwan International Documentary Festival、台湾）
- ソウル・インディペンデント・ドキュメンタリーフェスティバル（Seoul Independent Documentary Festival、韓国）
- ムンバイ国際映画祭（Mumbai International Film Festival、インド）

### 日本
- アース・ビジョン地球環境映像祭（東京）
- ATP賞（東京）
- 科学技術映像祭（東京・科学番組を対象）
- 門真国際映画祭
- 教育映像祭（東京・教育映画を対象）
- ギャラクシー賞（東京・テレビ番組を対象）
- 世界自然野生生物映像祭（富山）
- 地方の時代映像祭（川越市）
- 日本賞（東京・教育番組を対象・テレビ番組を対象）
- 飛騨高山ドキュメンタリー映像祭（岐阜）
- 放送文化基金賞（東京・テレビ番組を対象）
- ゆふいん文化・記録映画祭
- 山形国際ドキュメンタリー映画祭（山形市）
- ヒューマンドキュメンタリー映画祭＜阿倍野＞（大阪市阿倍野区）
- TBSドキュメンタリー映画祭（東京・TBSテレビ主催）
- 座・高円寺ドキュメンタリーフェスティバル
- 東京ドキュメンタリー映画祭

## 関連文献
- 河村雅隆 『ドキュメンタリーとは何か--テレビ・ディレクターの仕事』 ブロンズ新社、1995年8月。ISBN 4893091026
- 佐藤真『ドキュメンタリー映画の地平--世界を批判的に受けとめるために〈上〉』 凱風社、2001年1月。ISBN 4773625058
- 佐藤真『ドキュメンタリー映画の地平--世界を批判的に受けとめるために〈下〉』 凱風社、2001年1月。ISBN 4773625066
- 今野勉 『テレビの嘘を見破る』 新潮社、2004年10月。ISBN 4106100886
- 森達也 『ドキュメンタリーは嘘をつく』 草思社、2005年3月22日。ISBN 4794213891
- 竹林紀雄 『日本映画史叢書5 映画は世界を記録する』(村山匡一郎編)より10章「テレビ・ドキュメンタリーの新しい相貌」 森話社、2006年9月20日。ISBN 4916087674
- 『現代思想 2007年10月臨時増刊号 総特集=ドキュメンタリー』 青土社、2007年10月。ISBN 479171170X